# Joe Ochman
Joe Ochman (nacido el 24 de agosto de 1954), o Joseph Whimms, es un actor y actor de voz estadounidense, que es más activo en papeles de doblaje en varios programas de animación, películas y videojuegos. Es la cuarta y actual voz de Jiminy Cricket desde 2014.

## Filmografía

### Acción real
- Adventures in Voice Acting – Él mismo
- Ally McBeal – Patron #1
- Best Friends Whenever - Ulrich
- Big Bad Beetleborgs – Hypnomaniac
- Buffy the Vampire Slayer – Conserje
- Desperate Housewives – Justice of the Peace
- Garfield: la película – Ingeniero #3
- House – Surgeon
- How High – Ben Franklin
- Judging Amy – Tanner
- Malcolm in the Middle – Anunciador
- Married... with Children – Tipo
- NYPD Blue – Al Fickman
- Saved by the Bell: The New Class – Repairman
- Saving Lincoln – Judge David Davis
- Seinfeld – Comensal
- Will & Grace – Chuck

### Anime
- B-Daman Crossfire – Dragren[1]
- Bleach – Hachigen "Hacchi" Ushoda, Ryu Kuzu, Shin'etsu Kisaragi, Shūsuke Amagai
- BNA: Brand New Animal - Prime Minister Shiramizu
- Bobobo-bo Bo-bobo – Softon
- Coppelion – Natsume[2]
- Cowboy Bebop – Gordon's Henchman B
- Cyborg 009 - Cyborg 0010
- Digimon Adventure 02 – Crabmon/Coelamon
- Digimon Data Squad – Kevin Crier, Deputymon #1, Soldier #2, UlforceVeedramon
- Digimon Fusion – Dondokomon
- Digimon Tamers – Makuramon
- Dorohedoro - Jonson
- Duel Masters – Hakuoh (Season 1.5)
- Flint the Time Detective – Nascal, Uglinator
- Godzilla Singular Point — Makita K. Nakagawa
- The Idhun Chronicles - Mago Szish
- Hunter x Hunter – Zeno Zoldyck
- JoJo's Bizarre Adventure – Will A. Zeppeli
- Mon Colle Knights – Prince Eccentro
- Naruto – Poccha
- Naruto Shippuden – Nekomata (Ep. 189), Tekuno Kanden (Ep. 190)
- Overman King Gainer – Manman Douton
- Stellvia – Richard James
- Tengen Toppa Gurren Lagann – Gabal Docker
- Transformers: Robots in Disguise – Hightower
- The Wicked and the Damned: A Hundred Tales of Karma - Enkai (ep. 1)
- Wolf's Rain – Owl
- Zatch Bell! – Various
- Little Witch Academia -Paul Hanbridge

### Animación
- Doc McStuffins – Mayor Billington[3]
- Hubert and Takako – Hubert, Additional Voices
- Miraculous: Tales of Ladybug & Cat Noir – André Bourgeois, Additional Voices[4]

### Audiolibros
- Skin in the Game by Nassim Nicholas Taleb[5]

### Películas
- Bleach: Hell Verse – Taikon
- Godzilla: Planet of the Monsters — Endurphe
- Godzilla: City on the Edge of Battle – Endurphe
- Cowboy Bebop: The Movie – Climate Control Worker, Warehouse Patrolman
- Ernest & Celestine – Rat Lawyer[6]
- Mobile Suit Gundam F91 – Roy Jung
- Patlabor: The Movie – Mikiyasu Shinshi
- The Little Polar Bear – Caruso
- The House of Magic – Mr. Eames
- The Son of Bigfoot – Trapper the Raccoon, Tom
- The Swan Princess Christmas – Bromley, Butley
- The Swan Princess: A Royal Family Tale – Bromley
- Truth or Dare – Callux

### Doblaje de espectáculos extranjeros en inglés
| Año       | Título    | País      | Doblado de | Papel             | Actor original            | Fuente |
| --------- | --------- | --------- | ---------- | ----------------- | ------------------------- | ------ |
| 2012-2015 | Violetta  | Argentina | Español    | Antonio Fernández | Alberto Fernández de Rosa | [ 7 ]  |
| 2016-     | Marseille | Francia   | Francés    | Dr. Osmont        | Hippolyte Girardot        | [ 8 ]  |

### Videojuegos
- Call of Duty: Advanced Warfare – Additional Voices
- Command & Conquer 4: Tiberian Twilight – Additional Voices
- Diablo III – Additional Voices[9]
- Diablo III: Reaper of Souls – Additional Voices[10]
- Dishonored 2 – Guards
- Fallout 4 – Male Children of Atom, Vault Security
- Final Fantasy XV: Episode Ardyn – Additional Voices
- Fire Emblem: Three Houses - Tomas, Solon
- Iron Chef America: Supreme Cuisine – Marty Bianco
- Kingdom Hearts HD 2.5 Remix – Pepito Grillo (Re:Coded HD Cinematics)[11]
- Kingdom Hearts III – Pepito Grillo
- Lichdom: Battlemage – Additional Voices
- Life Is Strange – William Price
- Life Is Strange: Before the Storm – William Price (episodio extra "Farewell")
- Mr. Payback: An Interactive Movie – Candy Man
- Murdered: Soul Suspect – Adam Grantham, Gus Harvey, Nathan Pope
- Red Dead Redemption – Professor Harold MacDougal, Government Clerk
- Red Dead Redemption: Undead Nightmare – Profesor Harold MacDougal (sin acreditar)
- The Evil Within – Additional Voices
- World of Final Fantasy – Thane of Saronia, Uncle Takka
- World of Warcraft: Battle for Azeroth – Harlan Sweete, Kiro, Renzik the Shiv
- World of Warcraft: Cataclysm – Zanzil, Various